# Caroline Bachmann (Malerin)
Caroline Bachmann (* 12. Juli 1963 in Lausanne; heimatberechtigt in Bottenwil und Cully) ist eine Schweizer Malerin und Hochschullehrerin. Sie wurde 2022 mit dem Prix Meret Oppenheim ausgezeichnet.

## Leben
Caroline Bachmann absolvierte 1988 ein Studium an der Akademie für Kunst und Gewerbe (ESAA, seit 1997 HEAD) in Genf. Bevor sie 2003 in die Schweiz zurückkehrte, lebte und arbeitete Bachmann in Barcelona und Rom. Aus der engen Zusammenarbeit mit dem Künstler und Kurator Stefan Banz entstand 2007 die Kunsthalle Marcel Duchamp (KMD, Forestay Museum of Art) in Cully, als «Kleinstmuseum» und «Ort der Forschungs und Publikationstätigkeit». Von 2007 bis 2022 unterrichtete Bachmann als Leiterin der Abteilung für Malerei und Zeichnung an der Kunsthochschule HEAD in Genf.
Bachmann lebt und arbeitet «zwischen» Cully und Berlin.

## Werk und Auszeichnungen
Caroline Bachmann gilt als ein konzeptuelle Malerin, die emotionale Momente in ihre Werke aufnimmt. «Dieses Raffinement vom theoretischen Nachdenken über das Bild zur emotionalen Präsenz des Bildes findet die Jury auszeichnungswürdig, zumal diese Arbeit auch kunstgeschichtliche Aspekte innerhalb der Tradition der Malerei fortschreibt.» Sie arbeitet seit einigen Jahren an einem Zyklus von Porträts von Künstlerinnen aus ihrem Umfeld.
Nach zwei Berliner Atelierstipendien des «Aargauer Kuratoriums» (2001, 2002) wurde Bachmann 2022 mit dem Prix Meret Oppenheim ausgezeichnet.

## Ausstellungen (Auswahl)

### Einzelausstellungen
- 2023: Le matin. Le Crédac, Ivry-sur-Seine
- 2022: 58 av. J.-C. Kunsthaus Glarus
- 2020: (...) elle me disait qu'il était temps de commencer (...) Locus solus, Prilly VD
- 2004: Davel 14, Cully VD[3]

### Einzelausstellungen mit Stefan Banz
- 2017: Les cent ans de la Fountain de Marcel Duchamp. Kunsthalle Marcel Duchamp, Cully VD
- 2014: Das Schweigen der Junggesellen. Museum Schloss Moyland, Bedburg-Hau
- 2013: La broyeuse de chocolat. Kunsthalle Marcel Duchamp at Mathildenhöhe Darmstadt. Museum Künstlerkolonie Darmstadt
- 2008: Helter Skelter – Painting with the Beatles. Galerie Urs Meile, Luzern
- 2007: Ting Bu Dong. Paintings and Installations. Galerie Urs Meile, Peking[3]

### Gruppenausstellungen
- 2019: Haus für Kunst Uri, Altdorf UR
- 2019: Kunstmuseum Wolfsburg
- 2017: Francis M. Naumann Fine Arts, New York
- 2011–2012: Fotomuseum Winterthur
- 2010: Haus für Kunst Uri, Altdorf UR
- 2010: Kunstmuseum Luzern
- 2006: Kunsthaus Zürich
- 2006: Kunstmuseum Olten
- 2006: Kunsthaus Pasquart/Centre d’Art Pasquart, Biel
- 2005: Kunsthaus Pasquart/Centre d’Art Pasquart, Biel
- 2005 Musée cantonal des Beaux-Arts de Lausanne
- 2004: Kunstmuseum Luzern
- 2004: Musée cantonal des Beaux-Arts de Lausanne
- 2001: Dampfzentrale Bern[3]

## Publikationen und Kataloge (Auswahl)
mit Stefan Banz:
- Ting Bu Dong, Paintings and Installations. Galerie Urs Meile, Beijing-Luzern 2006. ISBN 978-3-9523222-2-2.
- Helter Skelter – Painting With The Beatles. Galerie Urs Meile, Beijing-Luzern 2007.
- What Duchamp Abandoned for the Waterfall. Scheidegger & Spiess, Zürich 2009. ISBN 978-3-85881-261-2.
- Tenderness and Temperature. Kunsthalle Marcel Duchamp, Cully / Verlag für moderne Kunst Nürnberg 2011. ISBN 978-3-86984-241-7.
- mit Ralf Beil (Hrsg.): La Broyeuse de chocolat. Kunsthalle Marcel Duchamp at Mathildenhöhe Darmstadt. Kunsthalle Marcel Duchamp, Cully / Verlag für moderne Kunst, Nürnberg 2013. ISBN 978-3-86984-416-9.
- Das Schweigen der Junggesellen. Museum Schloss Moyland, Bedburg-Hau / Verlag für moderne Kunst ,Nürnberg 2014. ISBN 978-3-86984-061-1.

## Belege
1. 1 2  Caroline Bachmann., französisch/englisch, abgerufen am 9. März 2024.
2. ↑  schweizerkulturpreise.ch: Statement der Jury, Prix Meret Oppenheim, abgerufen am 9. März 2024.
3. 1 2 3 4  Bachmann, Caroline. In: Sikart, französisch, abgerufen am 9. März 2024.

| Personendaten    | Personendaten                           |
| ---------------- | --------------------------------------- |
| NAME             | Bachmann, Caroline                      |
| KURZBESCHREIBUNG | Schweizer Malerin und Hochschullehrerin |
| GEBURTSDATUM     | 12. Juli 1963                           |
| GEBURTSORT       | Lausanne, Schweiz                       |